# Fuefuki-gawa
La rivière Fuefuki (笛吹川, Fuefuki-gawa) est un cours d'eau du Japon situé dans la préfecture de Yamanashi au Japon. Elle appartient au bassin versant du fleuve Fuji.

## Géographie
La rivière Fuefuki, longue de 56 km, prend sa source sur le versant sud du mont Kobushi (2 475 m) dans le nord de Yamanashi, sur l'île de Honshū, au Japon,. Son cours prend une direction sud-est jusqu'au barrage Hirose puis plein sud, dans l'est de Yamanashi. Quittant Yamanashi, il traverse successivement le nord-ouest de Fuefuki, ville à laquelle il donne son nom, le sud de Kōfu, le centre de Chūō et le nord-ouest du bourg d'Ichikawamisato. Près de la limite séparant Ichikawamisato de Fujikawa, les rivières Fuefuki et Kamanashi confluent et forment le fleuve Fuji,.
Le bassin versant de la rivière Fuefuki s'étend sur 1 040 km2 dans le nord-ouest de la préfecture de Yamanashi.